# Zamia pyrophylla
Zamia pyrophylla — вид саговникоподібних з родини замієвих (Zamiaceae). Місцем проживання цього виду є Колумбія.